# Planeta Kalevala
Kalevala es un planeta ficticio del universo de Star Wars. Es mencionado en diversas ocasiones en La Guerra de los clones, y aparece por primera vez en la serie The Mandalorian. Es el planeta ancestral de la poderosa y dinástica Casa Kryze. Está ubicado en el sistema Mandalore, dentro del sector Mandalore de los Territorios del Borde Exterior de la galaxia. 
Es un planeta hermoso. Su superficie, por lo que puede verse en el ep. 3 de la temporada 3 de The Mandalorian, es rocoso, con exuberante vegetación, enormes acantilados, planicies, colinas, y amplios océanos azules. Cerca del Castillo de Kalevala el terreno es verde y hay abundante agua. En cuanto a su clima, es templado, nuboso y nublado.
Este planeta era el asentamiento natal de la Casa Kryze, la prominente familia político-guerrera mandaloriana que gobernaba como duques y duquesas de Kalevala. Como tal, fue el lugar de nacimiento de la duquesa Satine Kryze, líder de los Nuevos Mandalorianos, y después de la Gran Purga fue la sede del poder para su hermana, la princesa Bo-Katan Kryze nacida en Mandalore, junto con el remanente del Clan Kryze y los Búhos Nocturnos.

## Historia
Canónicamente, Kalevala fue el planeta natal de los humanos Duquesa Satine Kryze, líder de los Nuevos Mandalorianos y amante de Obi-Wan Kenobi, y del Senador Tal Merrik, quien representó a Kalevala en el Senado de la República Galáctica en el año 21 ABY, hasta su muerte ese mismo año a manos de Anakin Skywalker.
Poco después, mientras la Duquesa Satine estaba en la capital de la República de Coruscant argumentando en contra de una propuesta intervención de la República en Mandalore, para luchar contra los que se oponían al pacifismo, el nuevo viceministro mandaloriano Jerec fue asesinado en un bombardeo de la Guardia de la Muerte en Kalevala.
Durante la era de la Nueva República, el cazarrecompensas mandaloriano Din Djarin y el expósito Grogu visitaron Kalevala, donde se reunieron con Lady Bo-Katan Kryze en su castillo. Tras conversar y averiguar la localización de las minas de Mandalore en el planeta del Borde Exterior Mandalore, Din abandonó el castillo y se embarcó en una misión para redimirse a ojos de los Hijos de la Guardia bañándose en las aguas vivas de Mandalore.
Tras el ataque de un bio-cyborg, Din es capturado, por lo que Grogu regresa con Bo-Katan y pide su ayuda para rescatar al mandaloriano.
Después de su misión en las aguas vivas, Kryze y Djarin fueron atacados por interceptores TIE en Kalevala.

## Castillo Kryze
Ubicado en lo alto de una enorme colina junto al mar, el Castillo Kryze era un castillo mandaloriano, dentro del planeta Kalevala de los Territorios del Borde Exterior. Durante la era de la Nueva República, el castillo fue el hogar de Lady Bo-Katan Kryze, donde fue visitada por el cazarrecompensas mandaloriano Din Djarin y el expósito Grogu en su búsqueda para redimirse bañándose en las aguas vivas del planeta Mandalore ubicado en el mismo sistema que Kalevala. 
Después de que Djarin se bañara en las aguas vivas, Kryze, Djarin, Grogu y el droide astromecánico R5-D4 fueron perseguidos por interceptores TIE/IN. El grupo logró destruir los seis interceptores, sin embargo, llegaron tres bombarderos TIE/sa y destruyeron el castillo.

## Creación
Dentro de la franquicia, Kalevala fue mencionado por primera vez por el narrador de apertura de "Viaje de Tentación", el decimotercer episodio de la segunda temporada de la serie animada Star Wars: The Clone Wars, que se emitió el 5 de febrero de 2010.
El planeta se introdujo originalmente en la continuidad de Star Wars Leyendas en The Complete Star Wars Encyclopedia, un libro de referencia de tres volúmenes de 2008 editado por Bob Vitas.
Al inicio del primer capítulo de la tercera temporada de The Mandalorian, Mando habla con la Armera y le comunica su intención de viajar a Mandalore para recuperar así el favor de su credo. Cerca del final de capítulo, vemos a Mando y Grogu llegar a Kalevala, donde esperan encontrarse con Bo-Katan en su castillo.
- Datos: Q123924733